# Мурариу, Андрей
Андрей Мурариу (рум. Andrei Murariu; род. 17 февраля 1986, Бырлад, Васлуй) — румынский шахматист, гроссмейстер (2006).
Участник 42-го чемпионата мира среди юниоров (2003) в г. Нахичевани (26-е место, 50 участников) и 16-го личного чемпионата Европы (2007) в г. Дрездене (129-е место, 403 участника).
В составе национальной сборной участник следующих соревнований:
- 8-я Всемирная детская Олимпиада (2000) в Артеке.
- 20-я Всемирная юношеская Олимпиада до 16 лет (2002) в г. Куала-Лумпуре.
- 3 командных чемпионата мира среди юношей до 18 лет (2002—2004). Выиграл 3 медали в команде: золотую (2002), серебряную (2004) и бронзовую (2003), а также 2 медали в индивидуальном зачёте: серебряную (2004) и бронзовую (2003).
- 16-й Командный чемпионат Европы (2007) в г. Ираклионе.

## Изменения рейтинга
| Графики недоступны из-за технических проблем. См. информацию на Фабрикаторе и на mediawiki.org. |